# 小峰大羽
小峰 大羽（こみね たいう、1873年‐1945年）とは明治時代末期の口絵画家。

## 来歴
富岡永洗の門人。大羽、苔石と号す。1892年から1912年まで単行本小説の木版口絵を描いており、その作風は独特のもので、小説を書いた作家も石井研堂、小栗風葉、内田魯庵、江見水蔭、高安月郊、稲岡奴之助、村井弦斎、徳田秋声、渡辺黙禅と多岐にわたっていた。また出版社も嵩山堂、博文館などと広範囲であったが、詳しい履歴は未詳である。

## 作品
- 「続日本軍人蒙求」口絵 石井研堂作 学齢館版 1892年（明治25年）
- 「半元服」口絵 小栗風葉作 嵩山堂版 1901年（明治34年）
- 「社会百面相」口絵 内田魯庵作 博文館版 1902年（明治35年）
- 「地中の秘密」口絵 江見水蔭作 嵩山堂版 1902年（明治35年）
- 「秘密の使者」口絵 江見水蔭作 嵩山堂版 1902年（明治35年）
- 「江戸城明渡」口絵 高安月郊作 博文館版 1903年（明治36年）
- 「侠男児」口絵 稲岡奴之助作 弘文社版 1903年（明治36年）
- 「女道楽」口絵 村井弦斎作 博文館版 1903年（明治36年）
- 「おのが縛」口絵 徳田秋声作 春陽堂版 1907年（明治40年）
- 「熱狂」口絵 徳田秋声作 祐文堂版 1907年（明治40年）
- 「強き恋」口絵 小栗風葉作 春陽堂版 1908年（明治41年）
- 「天狗太郎」口絵 渡辺黙禅作 三芳屋版 1912年